# Crise luxembourgeoise

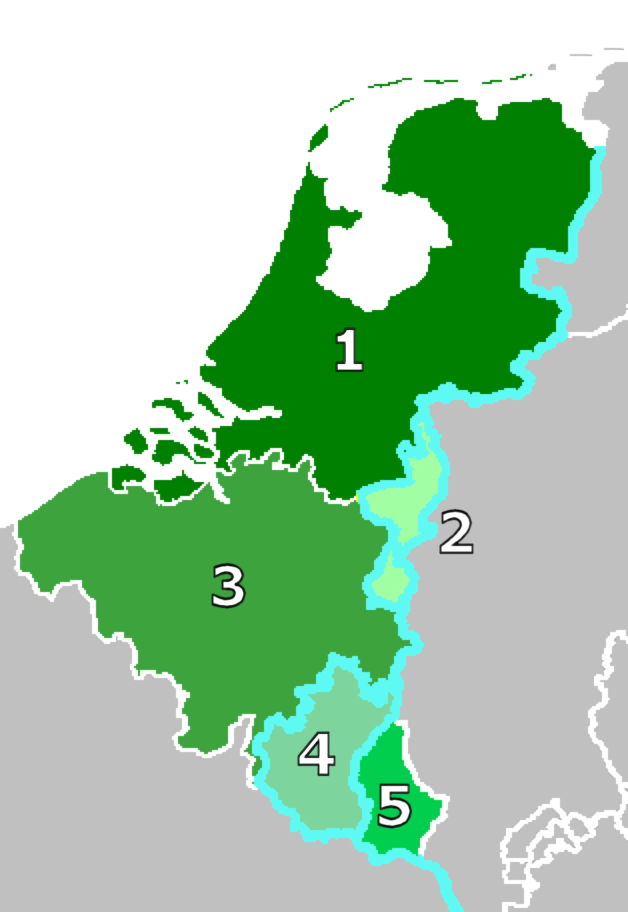
Le royaume uni des Pays-Bas et les frontières du Luxembourg (4+5) jusqu'en 1830 ; en 1839, la scission du Luxembourg octroie la province du Luxembourg (4) à la Belgique, tandis que ce qui reste du Grand-duché (5) est dans les faits sous contrôle militaire de la Prusse via la confédération germanique.

La crise luxembourgeoise, survenue en 1867, résulte de l'opposition des chancelleries d'Europe à l'achat du grand-duché de Luxembourg par la France de Napoléon III. Elle prélude à la guerre franco-prussienne de 1870.
Cet évènement engage progressivement la fin de l'union personnelle qui liait le Grand-duché aux Pays-Bas et conduit progressivement le passage du statut de propriété personnelle héréditaire du roi des Pays-Bas et de la maison d'Orange-Nassau à celui de l'État indépendant et neutre tel qu'il existe aujourd'hui : le Luxembourg.

## Situation politique du Luxembourg
Au terme de l'article 67 du congrès de Vienne de 1815, le grand-duché de Luxembourg fut créé sur les bases de l'ancien duché de Luxembourg et élevé au titre de grand-duché. Il fut donné à Guillaume Ier de la maison d'Orange-Nassau, roi du nouveau royaume uni des Pays-Bas. L'attribution du titre et de la souveraineté sur le grand-duché était censée compenser la cession au royaume de Prusse et à la Confédération germanique, créée la même année, des principautés de Nassau-Dillenburg, Siegen, Hadamar et Dietz. Comme par le passé, le souverain néerlandais devait exercer ses droits et son autorité sur le Luxembourg « en toute propriété et souveraineté », c'est-à-dire qu'ils ne devaient en aucun cas être conditionnés par sa souveraineté sur les Pays-Bas.
Aux termes du traité, l'union entre les deux États des Pays-Bas et du Luxembourg aurait donc dû être une simple union personnelle. Cependant, Guillaume Ier décida d'administrer le Luxembourg comme n'importe laquelle des provinces de son royaume. Le grand-duché était à la fois membre de la Confédération germanique (d'obédience viennoise) et, depuis 1842, membre du Zollverein, l'union douanière mise sur pied par la Prusse. Le 16 octobre 1830, l'ensemble du territoire fut annexé par la jeune Belgique à peine indépendante. Mais il fut finalement scindé en deux et sa partie orientale rendue officiellement à Guillaume 1er lors de la scission du Luxembourg actée par le traité des XXIV articles le 19 avril 1839 (la partie occidentale, la plus grande, devint la neuvième province de Belgique : la province de Luxembourg).
Si le Luxembourg possédait son propre parlement et un gouvernement autonome, la ville de Luxembourg abritait toujours une garnison néerlandaise et prussienne dans sa forteresse. Cette garnison étrangère, mal vue de la population, avait, cela dit, apporté une certaine prospérité dans un pays encore peu industrialisé et quelque peu arriéré.
La France de Napoléon III était, de son côté, lancée dans une politique impérialiste et sa volonté d'expansion territoriale s'attisa encore davantage à partir de 1860, car Napoléon III, non content des succès de la guerre de Crimée, cherchait par de nouveaux exploits en politique extérieure à faire pièce au rayonnement de la Prusse, vainqueur de la guerre austro-prussienne de 1866 lors de la bataille de Sadowa.
Par cette victoire, la Prusse avait réglé la question du « dualisme allemand » et mis en branle un processus d'unification qui affectait presque tous les états de langue allemande : la Confédération germanique disparaissait au profit d'une confédération de l'Allemagne du Nord sous protectorat prussien. Mais cette dissolution entraînait par là-même la disparition du cadre juridique dans lequel la Prusse pouvait stationner des troupes en garnison dans la forteresse de Luxembourg.

## Les faits

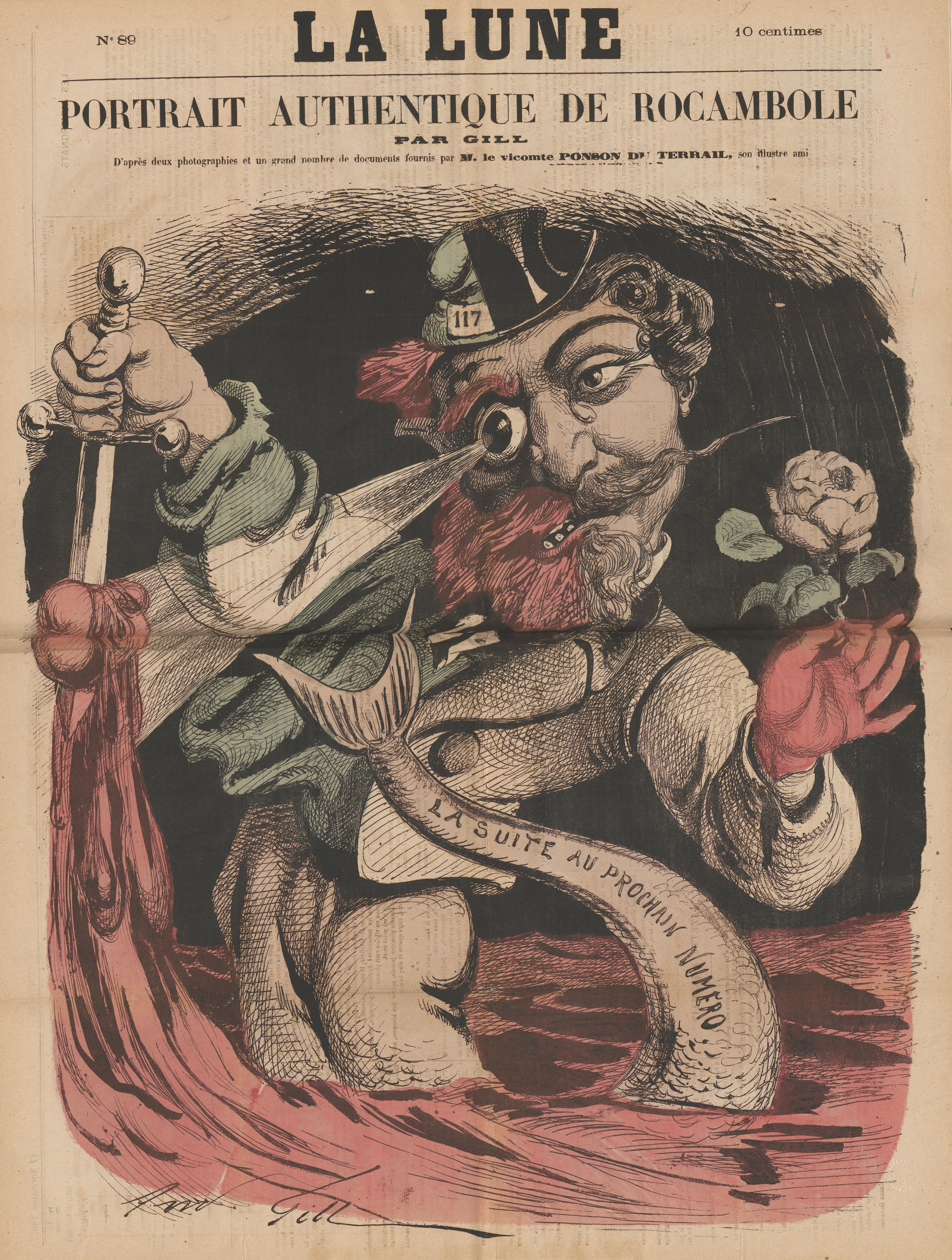
Napoléon III en Rocambole de la politique : caricature d'André Gill (novembre 1867).

Afin d'apaiser les tensions nées du conflit avec l'empire d'Autriche, la France et le royaume de Prusse poursuivirent leurs négociations même pendant la guerre austro-prussienne de 1866. Ne serait-ce que parce qu'il ignorait comment les États allemands d'Allemagne du Sud se comporteraient en cas de guerre avec la France, le chancelier de Prusse, Otto von Bismarck, était tout à fait disposé à traiter avec Napoléon III. S'il posa clairement comme un préalable qu'aucune cession de territoire allemand à la France n'était envisageable, il admettait toutefois que l'intercession de la France dans la résolution du conflit avec l'Autriche devait s'accompagner de concessions territoriales : pour peu que la France se démette des pourparlers entre États allemands, la Prusse ne s'opposerait pas à ce que la France s'étende aux dépens de la Belgique et du Luxembourg (« compris dans la nation française »). On esquissa même un projet d'alliance, afin de préserver les entreprises des deux pays d'une immixtion étrangère, par exemple britannique. La communication de ces pourparlers secrets devait plus tard être astucieusement mise à profit par Bismarck pour déclencher les hostilités avec la France. Dans le même temps, Bismarck passait avec les États d'Allemagne méridionale un traité de protection mutuelle pour se prémunir d'une agression éventuelle de la France.
De toutes les conquêtes que Napoléon III envisageait, celle du Luxembourg paraissait la plus plausible. Après diverses tentatives, comme la cession de la Frise orientale (alors contrôlée par la Prusse) aux Pays-Bas en échange d'une cession du Grand-Duché à la France (option abandonnée comme non viable politiquement), le gouvernement français, dans les premiers jours de février 1867, démarcha finalement en secret le roi des Pays-Bas Guillaume III avec une offre de 5 millions de florins. Au cours des négociations, des agents français s'adonnèrent à de la propagande auprès de la population du Luxembourg. L'offre française comprenait deux traités : le premier consistait en une garantie française sur le Limbourg hollandais, que les Pays-Bas craignaient de voir revendiqué par l'Allemagne. Le second prévoyait la cession du Luxembourg à la France.
Les propositions françaises furent accueillies avec hésitation et scepticisme. La famille royale hollandaise doutait de la santé de Napoléon III et de l'avenir de sa dynastie. La Prusse paraissait plus menaçante.[réf. nécessaire] Pour mettre le Grand-Duché à l'abri d'une éventuelle invasion française, Guillaume III lui-même avait peu auparavant tenté de faire adhérer le Luxembourg à la confédération de l'Allemagne du Nord ; mais Bismarck, conformément à l'accord secret passé avec Napoléon III, déclina cette candidature. Comme Guillaume III traversait alors des difficultés financières, il accueillit favorablement l'offre française le 23 mars 1867.
Dans l'intervalle, les accords secrets de 1866 entre la Prusse et les États d'Allemagne méridionale vinrent à être publiés, de sorte que Guillaume III, qui redoutait d'être piégé dans une guerre franco-prussienne, subordonna la vente du Luxembourg à l'accord de la Prusse, attitude qui, à son tour, fit connaître l'offre française à toute l'Europe. Le gouvernement français essaya alors d'obtenir le consentement du roi de Prusse à la cession, mais n'y parvint pas. L'opinion publique allemande fut scandalisée, car la dynastie des Luxembourg, qui avait donné quatre empereurs au Saint-Empire romain germanique, était considérée avec ses fiefs comme constitutive de l'histoire commune des Allemands : ainsi, il était inimaginable de laisser le Grand-Duché à la France. Dans ces circonstances, Bismarck ne pouvait plus honorer les promesses faites secrètement à la France. Le 30 mars 1867, Guillaume III, par l'intermédiaire de son fils le prince d'Orange, accéda aux propositions françaises. La signature des deux actes de garantie et de cession était prévue pour le 1er avril. Mais au soir du 30 mars, Bismarck enjoignit à Guillaume III de revenir sur la vente du Luxembourg. En retour, la Prusse promit de renoncer à ses prétentions sur le Limbourg. Le ministre hollandais van Zuylen, arguant d'un vice de forme, demanda le report de la signature au 2 avril. Le Luxembourg était alors agité de manifestations en faveur du rattachement à la France, ce que rapporte le gouverneur prussien de la forteresse. Le 3 avril, le ministre de Prusse à La Haye annonça au gouvernement hollandais que la cession du Luxembourg provoquerait la guerre.
En France, l'opinion publique s’insurgea à son tour, entraînant la mobilisation des troupes, tandis que des députés allemands poussaient Bismarck à décréter la mobilisation générale de la confédération d'Allemagne du Nord. Au Luxembourg même, des activistes pro-français provoquaient la garnison prussienne. Il s'ensuivit plusieurs manifestations. S'ils se considéraient eux-mêmes « allemands », de nombreux Luxembourgeois éprouvaient de la sympathie pour la France, car bien des ressortissants de ce pays alors très pauvre y avaient trouvé du travail, surtout à Paris. Mais beaucoup d'autres manifestants demandaient au roi des Pays-Bas le retour au statu quo, avec le slogan « Mir wëlle bleiwen waat mir sinn » (« Nous voulons rester ce que nous sommes »). Mais toute cette agitation était en réalité suscitée en sous-main par le populaire prince Henri, stathouder du Luxembourg, lequel n'était rien de moins que le frère du roi Guillaume III des Pays-Bas.
La crise acquit alors une dimension européenne. Initialement, le Royaume-Uni et l'Autriche avaient approuvé la cession du Luxembourg à la France. La détermination prussienne les amena à modifier leur position. Au Royaume-Uni, lord Stanley, chef du cabinet, ainsi que la reine Victoria, étaient préoccupés par l'expansion territoriale prussienne, mais ne prenaient pas pour autant parti en faveur de la France. L'Autriche et la Russie demeuraient neutres, et utilisèrent leur diplomatie pour éviter un affrontement direct entre la France et la Prusse.
De part et d'autre du Rhin, le gouvernement français comme le gouvernement allemand se montraient hésitants. Léonel de Moustier, ministre français des affaires étrangères, comme le maréchal Niel, ministre de la guerre, avaient conscience de l'infériorité numérique et matérielle de l'armée française par rapport à l'armée prussienne. À Berlin, si les militaires, et en particulier le maréchal von Moltke, voulaient la guerre, Bismarck tergiversait.[réf. nécessaire] Il doutait de la bonne volonté comme de la puissance militaire des États du Sud de l'Allemagne, auxquels la Prusse était unie par un pacte offensif et défensif. Les territoires récemment annexés à la Prusse, à l'image du Hanovre et de Francfort, étaient en proie à l'agitation. Par ailleurs, Bismarck estimait que l'opinion européenne se retournerait contre la Prusse dans l'hypothèse d'une guerre offensive. Dans ce cadre, la France et la Prusse furent amenées à négocier, encouragées en ce sens par le Royaume-Uni, la Russie et l'Autriche.

## Conférence internationale et traité
La diplomatie européenne réagit promptement. L'empire d'Autriche et le Royaume-Uni de Grande-Bretagne et d'Irlande, afin de désamorcer la crise, formulèrent tout au long du mois d'avril diverses propositions visant à faire renoncer la France au grand-duché, et la Prusse à la garnison qui se trouvait dans la forteresse de Luxembourg. En guise de dédommagement, il fut proposé de réunir à la France les places de Philippeville et de Mariembourg, perdues en 1815. La Belgique annexerait ensuite le Luxembourg. Mais les négociations n'aboutirent pas, et de Moustier finit par se rabattre sur une unique compensation, à savoir l'évacuation de la garnison prussienne. Bismarck souhaitait l'éviter, et sollicita le chef du ministère bavarois, le prince de Hohenlohe, pour qu'il amène l'Autriche à s'allier à la Prusse. Cette tentative échoua, et sous la pression britannique et russe, Bismarck accepta l'ouverture d'un congrès.
Ainsi, pour régler cette crise luxembourgeoise, on convoqua finalement une conférence internationale à Londres. Cette conférence s'ouvrit le 7 mai 1867. Les deux protagonistes se déclarèrent d'emblée prêts à traiter, et sur ces entrefaites les articles réglant la controverse furent discutés jusqu'au 11 mai 1867. Ils prévoyaient que :
- la France renonce à ses prétentions sur le Luxembourg, le roi Guillaume III des Pays-Bas en reste le souverain ;
- la Prusse, en contrepartie, démobilise sa garnison et les fortifications de Luxembourg-ville seront démantelées, autant que le roi des Pays-Bas le jugera utile ;
- le Luxembourg restera neutre au cours des futurs conflits ;
- les puissances garantes du traité des XXIV articles de 1839, à savoir la France, la Grande-Bretagne, la Prusse, l'Autriche et la Russie doivent veiller à l'application des dispositions du traité.

Une fois le traité signé, les journaux officiels, des deux côtés du Rhin, changèrent radicalement de teneur. En France, la presse impérialiste salua la garantie, à la frontière nord, d'un nouvel État neutre, ainsi que le succès de la conférence, qui avait évité une guerre. L'issue de la crise fut ainsi présentée comme un progrès de la civilisation, et une illustration de la formule selon laquelle l'Empire, c'est la paix. L'opinion ne s'y trompa pas, et Léonel de Moustier reçut au Corps législatif un accueil glacial.

## Portée et conséquence de la crise

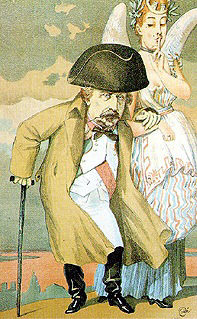
Caricature anglaise de septembre 1869

Le déroulement de la crise luxembourgeoise montre le poids des opinions publiques et la prégnance croissante du nationalisme. Il montre également qu'en cette fin des années 1860, le temps des négociations de cabinet est révolu. L'antagonisme entre la France et la Prusse en sort d'autant plus attisé que Napoléon III réalise désormais à quel point il a été joué par Bismarck depuis 1864 : épouvantail agité devant l'Autriche et la Russie, caution pour l'intervention du royaume d'Italie dans le conflit contre l'Autriche, il n'a obtenu aucune des compensations secrètement convenues avec le Prussien. Sa politique étrangère est discréditée : manœuvres interlopes, conquêtes arrangées, secrets de polichinelle, c'est le Royaume-Uni qui arbitre en dernier ressort.
Rétrospectivement, la crise luxembourgeoise paraît annoncer la guerre franco-prussienne de 1870, et n'aura été que « partie remise » pour les militaires des deux camps.
Pour le Grand-duché, l'importance de cette crise ne saurait être exagérée : le démantèlement des fortifications de Luxembourg, poussé bien plus loin par les sujets du Grand-Duché que ne l'exigeait le traité de Londres, permit à Luxembourg de se développer sans contrainte et facilita grandement l'industrialisation du pays. Résultat apparemment marginal du congrès de Londres, mais acquis décisif pour l'expansion économique du Luxembourg en général, et pour le développement de l'industrie sidérurgique en particulier. Le baron Victor de Tornaco, chef du gouvernement luxembourgeois, parvint, en dépit de la neutralité de son pays, à en maintenir l'adhésion au Zollverein. Mais le fait essentiel demeure, rétrospectivement : l'accord international sur l'indépendance du Luxembourg vis-à-vis de la France et de la Prusse.
Contrairement à l'opinion dominante en 1867, les Luxembourgeois ne se sentent désormais plus « allemands ». La crise luxembourgeoise peut être considérée comme le point de départ de ce processus d'émancipation culturelle et politique vis-à-vis de la future Allemagne.